# امیل لوکا

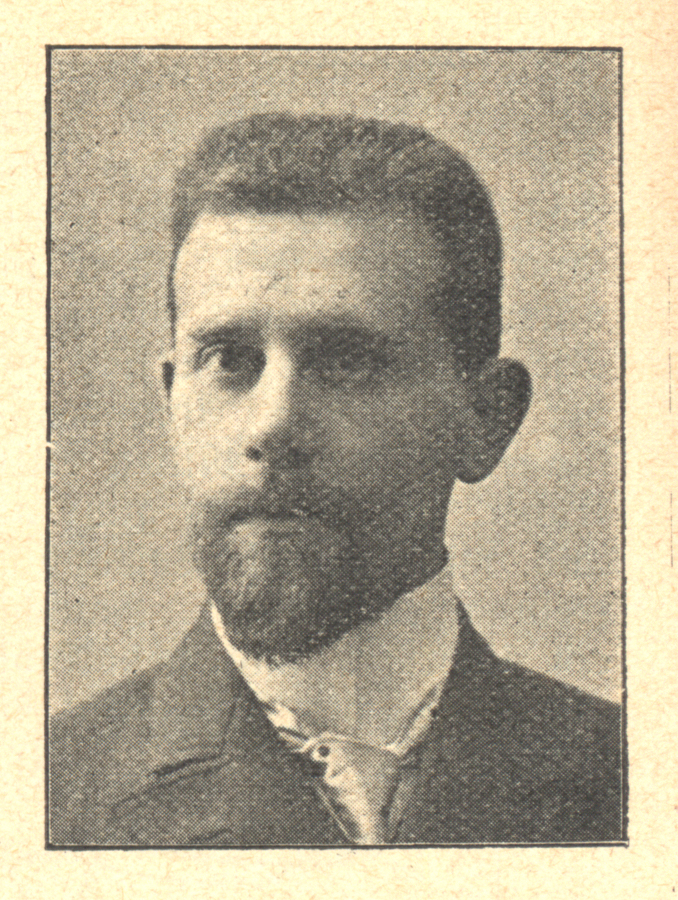
امیل لوکا - ۱۹۰۹

امیل لوکا (۱۱ مه ۱۸۷۷ در وین – ۱۵ دسامبر ۱۹۴۱) نویسنده اتریشی بود. نخستین آثاری که انتشار داد مربوط به فلسفه و روان‌شناسی بود. اثر معروف او در رشته اخیر کتاب تخیل است که اصول قدرت خلاقه فکری را برای اولین بار تشریح و با آن علمی را که کاراکتریولوژی نامیده می‌شد پی ریزی کرده‌است. اندکی بعد، لوکا شروع به نشر رمان‌ها و داستان‌های کوتاه کرد که همه آنها براساس تحلیل و تجزیه عواطف و احساسات روحی نوشته شده‌است.